# خالد کمال یاسین
خالد کمال یاسین (انگلیسی: Khalid Kamal Yaseen؛ زادهٔ ۱۰ اکتبر ۱۹۸۲) دونده دو استقامت کنیایی‌تبار اهل بحرین است.